# Крумнусбаум
Крумнусбаум (нем. Krummnußbaum) — ярмарочная коммуна (нем. Marktgemeinde) в Австрии, в федеральной земле Нижняя Австрия. 
Входит в состав округа Мельк.  Население составляет 1435 человек (на 31 декабря 2005 года). Занимает площадь 10,07 км². Официальный код  —  31517.

## Политическая ситуация
Бургомистр коммуны — Роберт Рауш (АНП) по результатам выборов 2005 года.
Совет представителей коммуны (нем. Gemeinderat) состоит из 19 мест.
- АНП занимает 9 мест.
- СДПА занимает 7 мест.
- Партия NECHWATAL занимает 3 места.